# Jan de Bisschop
Jan de Bisschop, noto anche come Johannes Episcopius (Amsterdam, maggio o luglio 1628 – L'Aia, 6 novembre 1671), è stato un pittore e incisore olandese del Secolo d'oro.

## Biografia
De Bisschop nacque ad Amsterdam da una famiglia benestante. Era un avvocato presso la corte olandese. Il 12 marzo 1648 fu registrato come giurista a Leida. Nel 1652 aprì uno studio all'Aia. Nel 1653 sposò Anna van Baerle, figlia dell'insegnante di Amsterdam Caspar Barlaeus.
Per De Bisschop l'arte era principalmente un diletto e non una professione. Imparò a disegnare ad Amsterdam da Bartholomeus Breenbergh nel periodo dal 1644 al 1648. Nonostante la sua condizione di dilettante, Jan de Bisschop ebbe una grande influenza sulla pittura. Ad esempio, fu uno dei fondatori della società degli artisti Confrerie Pictura dell'Aia.
De Bisschop frequentava circoli con amici intellettuali, come Constantijn Huygens junior Dopo la morte di Jan de Bisschop il 6 novembre 1671, Huygens ne scrisse l'epitaffio, in cui gioca sul suo cognome:
DIE 'T NA HEM DORSTEN DOEN, ALS MINDERE PRELATEN.

ZO SEGGEN WIJ MET RECHT EN SONDER OVER-GUNST,

DE KUNST VAN BISCHOP MAECKT' HEM BISCHOP VANDE KUNST»
(Constantijn Huygens junior)

## Opere
Probabilmente De Bisschop non è mai stato in Italia. Trasse ispirazione da altri artisti. De Bisschop imitò lo stile italiano di Breenbergh, utilizzando un inchiostro di colore marrone dorato. Una tinta di inchiostro, chiamata bisschop in olandese, porta il suo nome.
Scrisse due opere con istruzioni per giovani pittori, con copie di artisti classici che lui e Pieter Donker avevano realizzato:
- Signorum Veterum Icones (Immagini di statue antiche), con 112 incisioni realizzate nel periodo 1668 - 1669
- Paradigmata Graphices variorum Artificum (Esempi dell'arte del disegno di vari maestri), realizzato nel 1671

Come artista esercitò la sua influenza su Jacob van der Ulft.

## Galleria d'immagini

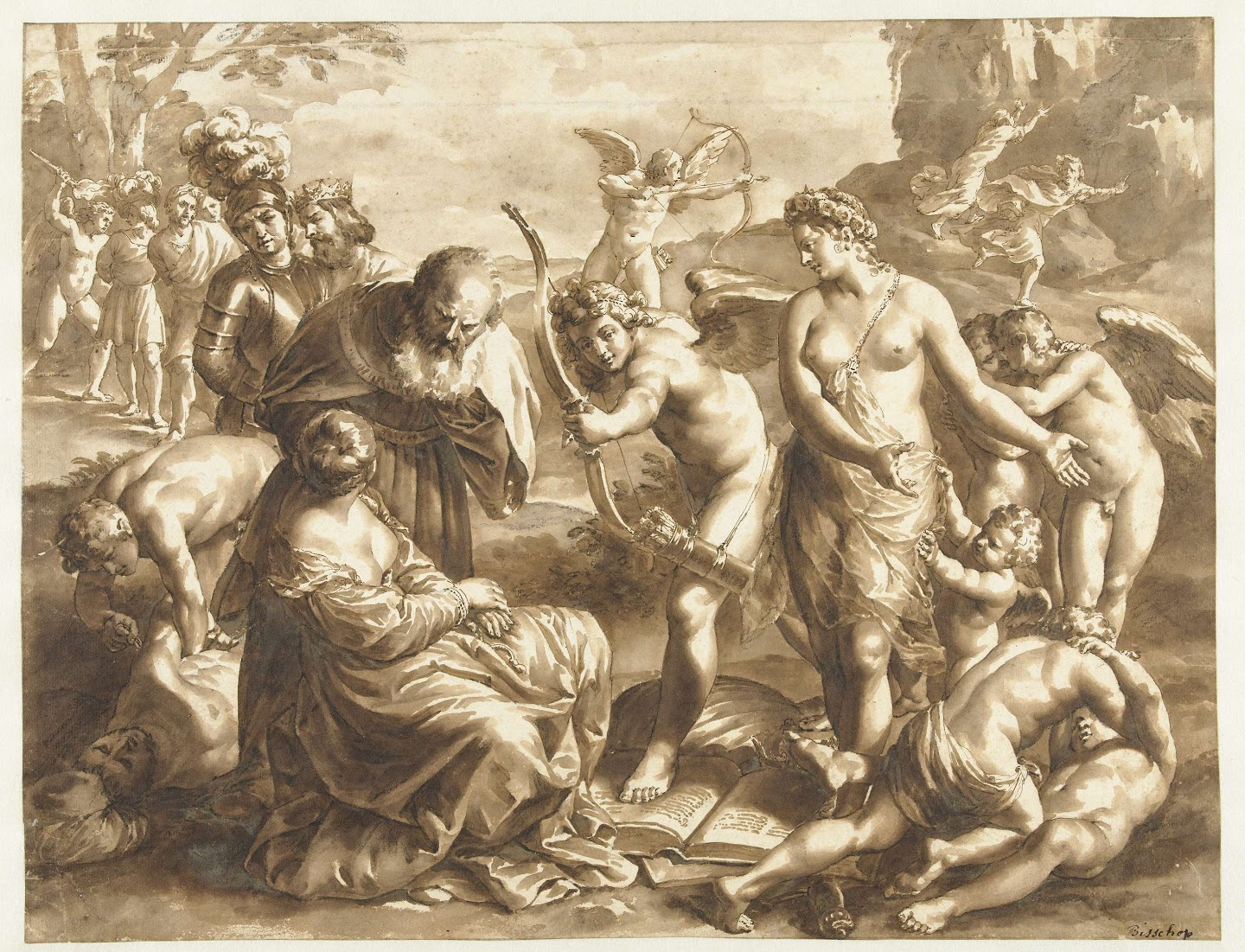
Allegoria del potere di Venere, Amsterdam, Rijksmuseum
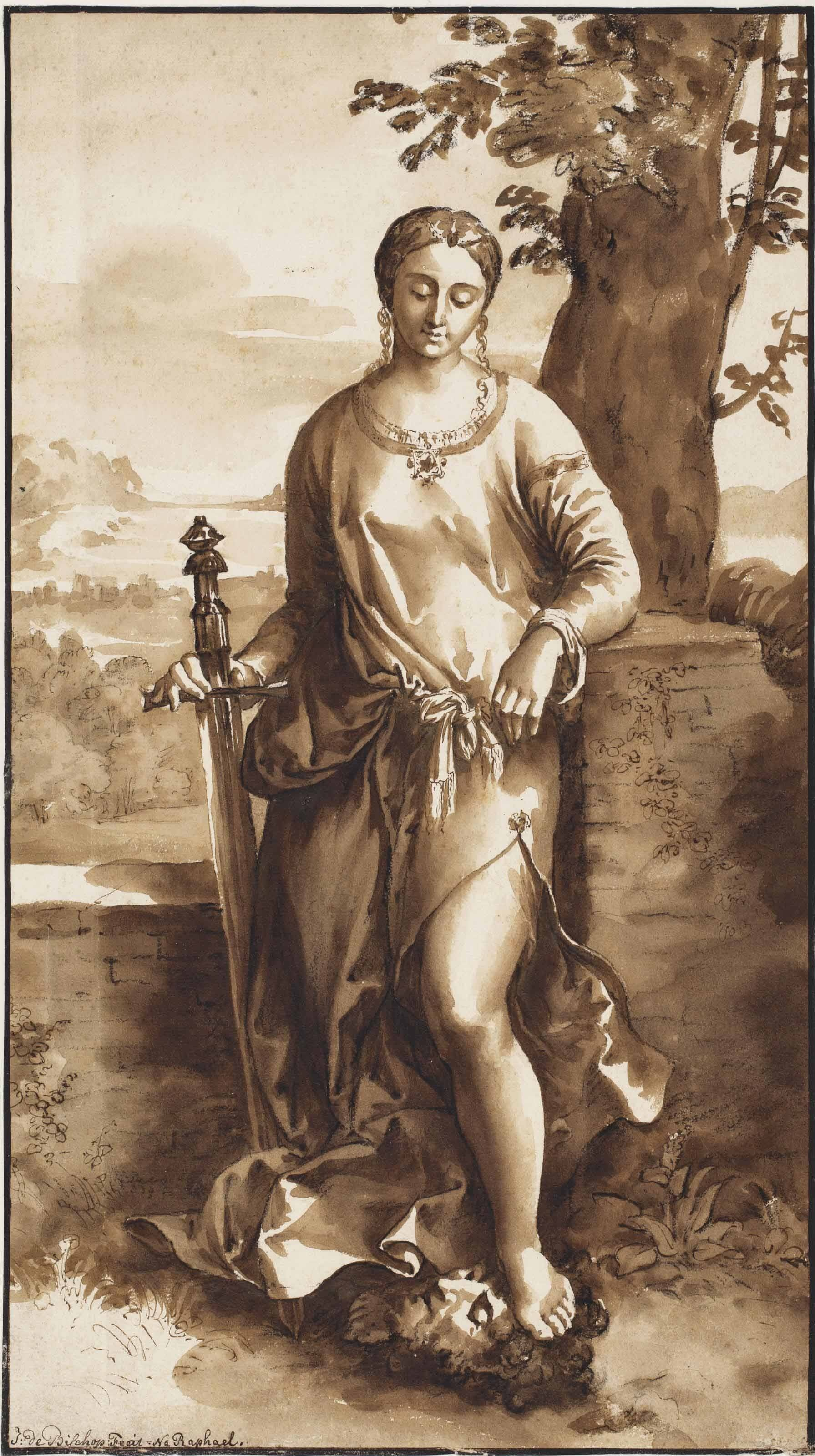
Copia della Giuditta di Giorgione
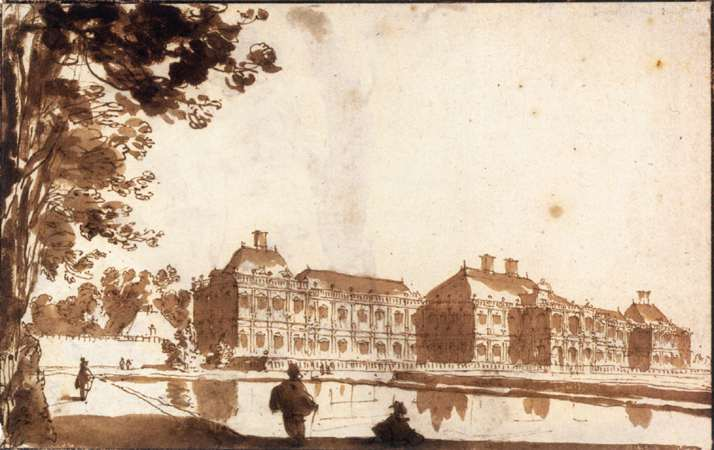
Huis ter Nieuburch a Rijswijk, vista da sud-sud-ovest
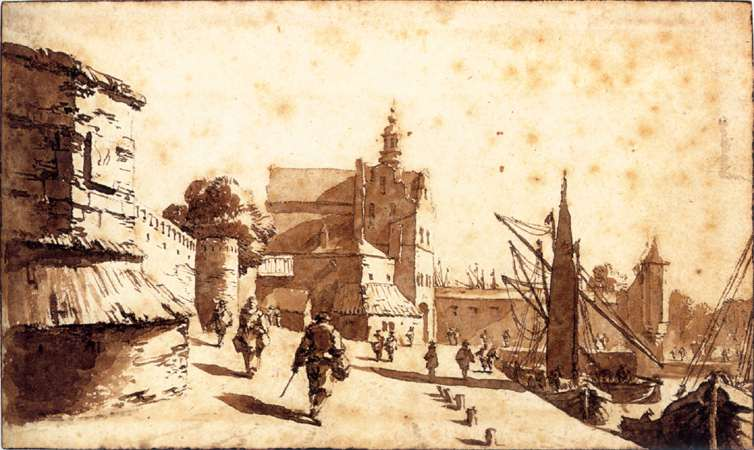
La porta di Schiedam a Delft